# Sławjanowo (obwód Chaskowo)
Sławjanowo (bułg. Славяново) – wieś w południowej Bułgarii, w obwodzie Chaskowo, w gminie Charmanli. Według danych Narodowego Instytutu Statystycznego, 31 grudnia 2011 roku wieś liczyła 724 mieszkańców.